# 인화여자고등학교
인화여자고등학교(仁花女子高等學校)는 대한민국 인천광역시 미추홀구 도화동에 있는 공립 고등학교이다.

## 학교 연혁
- 1964년 12월 5일 : 인화여자상업고등학교 설립인가 (18학급)
- 1973년 9월 1일 : 인화여자고등학교로 교명 및 학칙 변경 (주간 24, 야간 3학급)
- 1994년 3월 1일 : 설립자 변경 (인천광역시 교육감)
- 2009년 8월 7일 : 교과부 지정 교과교실제(선진형) 운영 학교 선정
- 2009년 12월 28일 : 자율학교(교육과정 혁신학교) 운영
- 2020년 3월 1일 : 고교학점제 연구학교 운영 (~2022년)
- 2020년 3월 1일 : 동아시아시민학교 지정(~2022년)
- 2021년 3월 1일 : 학교숲교육 시범실천학교 운영
- 2021년 3월 1일 : AI데이터리터러시(수학) 모델학교 운영
- 2023년 3월 1일 : 제22대 김혜자 교장 취임
- 2024년 3월 4일 : 신입생 182명 입학

## 참고 자료
- 인화여자고등학교 - 한국교육학술정보원 학교알리미